# قاباخ‌تپه
قاباخ‌تپه، روستایی است از توابع بخش مرکزی شهرستان سلماس استان آذربایجان غربی ایران.

## جمعیت
این روستا در دهستان کنارپروژ قرار داشته و بر اساس سرشماری سال ۱۳۸۵ جمعیت آن ۱۵۷نفر (۲۸ خانوار) 
بوده است.